# Gastone (brano musicale)
Gastone è una canzone di L. Froes su testo di Ettore Petrolini, composta nel 1924, che faceva parte dell'omonima commedia. Il brano fu inciso da Petrolini con la Compagnia comico romano nell'agosto 1929 in un disco a 78 giri da 25 cm dove il brano era diviso in parte prima e seconda.

## La canzone
[...]